# Mõksi raba
Mõksi raba är ett träsk i södra Estland. Det ligger i Mulgi kommun i landskapet Viljandimaa, dess norra del i Saarde kommun i Pärnumaa. Den ligger inte långt från gränsen till Lettland, 150 km söder om huvudstaden Tallinn.